# Jeanne Mandello
Jeanne Mandello (n. Johanna Mandello; Frankfurt, 18 de octubre de 1907 - Barcelona, 17 de diciembre de 2001) fue una artista alemana moderna y fotógrafa experimental, considerada una pionera en el campo de la fotografía moderna.

## Biografía

### Primeros años y educación
Mandello creció en una familia judía secular y amante del arte en Frankfurt. Su madre, Amalia Margarethe Mandello, nacida Seligsohn, era una maestra de jardín de infantes y murió cuando Johanna tenía 14 años; Su padre, Hermann Mandello, fue hasta 1934 director de la tienda por departamentos Kaufhaus Wronker. 
Jeanne se graduó de la escuela secundaria en 1925. Al año siguiente, comenzó a estudiar fotografía en la Lette-Verein, una profesión que era considerada adecuada para las mujeres. Inspirada por el espíritu de libertad en Berlín en la década de 1920, el movimiento de mujeres ofreció la oportunidad de salir, asistió a actuaciones teatrales, conciertos, exposiciones y decidió el modelo de la "nueva mujer", imitando a Grete Stern y Ellen Auerbach, que llevaban pantalones y cabello corto. 
En 1927, estudió en el estudio de Paul Wolff y Alfred Tritschler. A través de Wolff, se familiarizó con tomar fotografías con una cámara Leica. De vuelta en Berlín, regresó a Lette y terminó sus estudios. Usando una cámara de película de Leica, ella fotografió los retratos, los paisajes y las escenas de la vida cotidiana. En 1929, enseñó en Frankfurt, creando un estudio en la casa de sus padres. Aquí, ella colaboró con la fotógrafa Nathalie Reuter (1911-1990), un excompañero de clase y amigo. En 1932, conoció a Arno Grünebaum. Bajo la dirección de Mandello, aprendió la fotografía. En 1933, se casaron. 

### Exilio en París
El matrimonio, de origen judío, percibió el peligro que se acercaba, por lo que dejaron Alemania en 1934 para trasladarse a Francia. En París comenzaron una nueva vida.
En París, cambió su nombre Johanna a la forma francesa, Jeanne. Como otros fotógrafos modernos de la República de Weimar, Mandello encontró inspiración durante su exilio en París. Ella fue influenciada por el Nouvelle Vision; Por Man Ray, Brassaï y Doisneau, en fotografía redefinida. Experimentaron con nuevas técnicas, ángulos de cámara inusuales, recortes de imagen, exposiciones y fotomontajes. Mandello y Grunbaum se especializaron en fotografía comercial y de retrato y se establecieron como fotógrafos de moda.
En 1937, abrieron un estudio en el 17o Arrondissement bajo el nombre «Mandello». «Mandello» trabajó para las revistas Marie Clarie, Harper's Bazaar y Vogue, así como para las casas de moda de Balenciaga, Guerlain, Maggy Rouff, Coco Chanel y Creed. Ocasionalmente, la pareja trabajó con el fotógrafo Hermann Landshoff, que también había huido de la Alemania nazi. 
Tras el estallido de la Segunda Guerra Mundial, Mandello y su esposo fueron considerados como extranjeros enemigos dentro de la República Francesa, y obligados a abandonar París a principios de 1940. Tuvieron que dejar todo atrás: el estudio fotográfico, equipo de cámara, obras archivadas y negativos. Solamente se les permitió viajar con un equipaje de 14 kilos. Allí, llegaron al pueblo de Dognen, donde ayudaron en la enfermería.  

### Traslado a Uruguay
Su ciudadanía alemana fue retirada el 28 de octubre de 1940. Finalmente se ven obligados a abandonar Francia. El 15 de julio de 1941 llegan a Uruguay, en el buque «Cabo Nueva Esperanza». En Montevideo el matrimonio debió comenzar una nueva vida. Ya en 1943, Mandello comenzó a exhibir sus fotografías, que abarcaría parte de esa década y la siguiente. Sus nuevos trabajos incluyeron la arquitectura, paisajes, fotogramas, retratos. La reconocida trayectoria de Jeanne hace que la contraten para realizar fotografía comercial. Artísticamente, se destacó por utilizar técnicas innovadoras, como la solarización, y una fotografía más abstracta que destacaba las líneas y las luces de Montevideo. En Uruguay, retrata a los artistas Joaquín Torres García, Rafael Alberti y Jules Supervielle y a la clase alta uruguaya de Montevideo y Punta del Este. También se hace conocida por sus fotografías de edificios arquitectónicos característicos de Uruguay, como la Facultad de Arquitectura y las estaciones de ANCAP. Mandello permaneció en Uruguay doce años. 

### Divorcio y traslado a Barcelona
En 1952, expuso en el Museo de Arte Moderno de Río de Janeiro. En 1953 se traslada a Brasil para estar con su segundo esposo, el periodista Lothar Bauer. Jeanne debe cederle los derechos de uso del nombre «Mandello» a su exesposo Arno Grünebaum. A finales de esa misma década, se traslada a Barcelona con Bauer, donde debe rearmar su negocio. Trabajó todo el resto de su vida en Barcelona, pero no volvió a abrir un estudio de fotografía.
Se casó con Bauer y adoptó una hija, Isabel, en 1970. Mandello murió en Barcelona en 2001.

## Legado
En 2021, la Embajada de Francia en Uruguay y el Centro de Fotografía de Montevideo crean el Premio de Fotografía, al que bautizan Jeanne Mandello. El premio se otorga cada dos años y permite a la persona premiada llevar a cabo un proyecto artístico en Francia por tres meses.
Debido al exilio, buena parte de su archivo fotográfico se perdió y no pudo ser recuperado. Actualmente, el patrimonio fotográfico de Jeanne Mandello lo conservan su hija Isabel Mandello de Bauer (Barcelona) y su sobrino James Bauer (Nueva York). 

## Trabajos seleccionados y exposiciones
- 1943: Exposición del Niño. Fotografías artísticas de la Señora Jeanne Mandello, Club Banco de la República, Montevideo.[3]
- 1952: Mandello (Jeanne Mandello und Arno Grünebaum), Museu de Arte Moderna do Rio de Janeiro
- 1995: Les dones fotògrafes a la República de Weimar. 1919–1933, Fundación “La Caixa”, Barcelona
- 1997: Mandello. Fotografías 1928–1997. Retrospektive zum 90. Geburtstag von Jeanne Mandello. Sala de Exposiciones del Casal de Sarrià y Sala de Exposiciones del FAD (Foment de les Arts Decoratives), Barcelona
  - Ausstellungskatalog: Mercedes Valdivieso (Hrsg.): Mandello. Fotografías 1928–1997, Casal de Sarria, Barcelona 1997.
- 2012/2013: Imágenes de una fotógrafa exiliada: Jeanne Mandello, Alliance Française, Montevideo u. a.
  - Ausstellungskatalog: Imágenes de una fotógrafa exiliada: Jeanne Mandello, Centro Cultural Alliance Française, Montevideo 2012. Einführung: Sandra Nagel (pdf).
- 2014: Ende eines Zeitalters. Künstlerische Praktiken und Techniken analoger Fotografie, Museum Folkwang, Essen[12]
- 2015: Solarized, Nailya Alexander Gallery, New York[13]
- 2023: Jeanne Mandello y Dora de Zucker. Dos fotógrafas exiliadas en el Uruguay de los años 40, Centro de Fotografía de Montevideo, Montevideo, 2023.[6]